# Asienspiele 2018/Badminton
Titelträger im Badminton wurden bei den Asienspielen 2018 in Jakarta in Indonesien in fünf Einzel- und zwei Mannschaftsdisziplinen ermittelt. Die Wettkämpfe fanden vom 19. bis 28. August 2018 statt.

## Medaillengewinner
| Disziplin        | Gold | Silber | Bronze |
| ---------------- | --- | --- | --- |
| Herreneinzel     | Jonatan Christie | Chou Tien-chen | Anthony Ginting |
| Herreneinzel     | Jonatan Christie | Chou Tien-chen | Kenta Nishimoto |
| Dameneinzel      | Tai Tzu-ying | P. V. Sindhu | Saina Nehwal |
| Dameneinzel      | Tai Tzu-ying | P. V. Sindhu | Akane Yamaguchi |
| Herrendoppel     | Markus Fernaldi Gideon Kevin Sanjaya Sukamuljo | Fajar Alfian Muhammad Rian Ardianto | Li Junhui Liu Yuchen |
| Herrendoppel     | Markus Fernaldi Gideon Kevin Sanjaya Sukamuljo | Fajar Alfian Muhammad Rian Ardianto | Lee Jhe-huei Lee Yang |
| Damendoppel      | Chen Qingchen Jia Yifan | Misaki Matsutomo Ayaka Takahashi | Greysia Polii Apriyani Rahayu |
| Damendoppel      | Chen Qingchen Jia Yifan | Misaki Matsutomo Ayaka Takahashi | Yuki Fukushima Sayaka Hirota |
| Mixed            | Zheng Siwei Huang Yaqiong | Tang Chun Man Tse Ying Suet | Wang Yilu Huang Dongping |
| Mixed            | Zheng Siwei Huang Yaqiong | Tang Chun Man Tse Ying Suet | Tontowi Ahmad Liliyana Natsir |
| Herrenmannschaft | Volksrepublik China Chen Long Li Junhui Lin Dan Liu Cheng Liu Yuchen Qiao Bin Shi Yuqi Wang Yilu Zhang Nan Zheng Siwei                                   | Indonesien Tontowi Ahmad Mohammad Ahsan Fajar Alfian Muhammad Rian Ardianto Jonatan Christie Markus Fernaldi Gideon Anthony Ginting Ihsan Maulana Mustofa Kevin Sanjaya Sukamuljo Ricky Karanda Suwardi | Japan Takuro Hoki Takuto Inoue Takeshi Kamura Yuki Kaneko Kento Momota Kenta Nishimoto Kazumasa Sakai Keigo Sonoda Kanta Tsuneyama Yuta Watanabe                                                                         |
| Herrenmannschaft | Volksrepublik China Chen Long Li Junhui Lin Dan Liu Cheng Liu Yuchen Qiao Bin Shi Yuqi Wang Yilu Zhang Nan Zheng Siwei                                   | Indonesien Tontowi Ahmad Mohammad Ahsan Fajar Alfian Muhammad Rian Ardianto Jonatan Christie Markus Fernaldi Gideon Anthony Ginting Ihsan Maulana Mustofa Kevin Sanjaya Sukamuljo Ricky Karanda Suwardi | Chinesisch Taipeh Chen Hung-ling Chou Tien-chen Hsu Jen-hao Lee Jhe-huei Lee Yang Lu Ching-yao Wang Chi-lin Wang Tzu-wei Yang Chih-chieh Yang Po-han                                                                     |
| Damenmannschaft  | Japan Yuki Fukushima Arisa Higashino Sayaka Hirota Misaki Matsutomo Aya Ohori Nozomi Okuhara Sayaka Sato Ayaka Takahashi Akane Yamaguchi Koharu Yonemoto | Volksrepublik China Cai Yanyan Chen Qingchen Chen Yufei Gao Fangjie He Bingjiao Huang Dongping Huang Yaqiong Jia Yifan Tang Jinhua Zheng Yu                                                             | Indonesien Fitriani Della Destiara Haris Ruselli Hartawan Ni Ketut Mahadewi Istarani Liliyana Natsir Greysia Polii Rizki Amelia Pradipta Apriyani Rahayu Debby Susanto Gregoria Mariska Tunjung                          |
| Damenmannschaft  | Japan Yuki Fukushima Arisa Higashino Sayaka Hirota Misaki Matsutomo Aya Ohori Nozomi Okuhara Sayaka Sato Ayaka Takahashi Akane Yamaguchi Koharu Yonemoto | Volksrepublik China Cai Yanyan Chen Qingchen Chen Yufei Gao Fangjie He Bingjiao Huang Dongping Huang Yaqiong Jia Yifan Tang Jinhua Zheng Yu                                                             | Thailand Chayanit Chaladchalam Pornpawee Chochuwong Ratchanok Intanon Nitchaon Jindapol Jongkolphan Kititharakul Phataimas Muenwong Busanan Ongbumrungpan Rawinda Prajongjai Puttita Supajirakul Sapsiree Taerattanachai |

## Medaillenspiegel
| Rang   | Land                | Gold | Silber | Bronze | Gesamt |
| ------ | ------------------- | ---- | ------ | ------ | ------ |
| 1      | Volksrepublik China | 3    | 1      | 2      | 6      |
| 2      | Indonesien          | 2    | 2      | 4      | 8      |
| 3      | Japan               | 1    | 1      | 4      | 6      |
| 4      | Chinesisch Taipeh   | 1    | 1      | 2      | 4      |
| 5      | Indien              | 0    | 1      | 1      | 2      |
| 6      | Hongkong            | 0    | 1      | 0      | 1      |
| 7      | Thailand            | 0    | 0      | 1      | 1      |
| Gesamt | Gesamt              | 7    | 7      | 14     | 28     |